# Kerkhof van Winnezele
Het Kerkhof van Winnezele is een gemeentelijke begraafplaats in het dorp Winnezele in het Franse Noorderdepartement. Het kerkhof ligt rond de Sint-Maartenskerk (Église Saint-Martin) in het dorpscentrum en wordt omgeven door een haag. Er zijn twee toegangen door middel van een eenvoudig traliehek.
Voor de kerk staat een monument voor de gesneuvelde dorpsgenoten uit de Eerste Wereldoorlog.

## Britse oorlogsgraven
Aan de noordrand van het kerkhof ligt een perk met Britse gesneuvelden uit beide wereldoorlogen. Het perk heeft een langgerekte vorm en de graven liggen in twee rijen naast elkaar. Het Cross of Sacrifice staat aan het noordelijke uiteinde. 
Er rusten 8 gesneuvelden uit de Eerste Wereldoorlog en meer dan 50 uit de Tweede Wereldoorlog. Van deze laatsten konden slechts 12 geïdentificeerd worden. Sommige van de niet geïdentificeerde doden liggen per twee onder een grafzerk. De graven worden onderhouden door de Commonwealth War Graves Commission en zijn daar geregistreerd onder Winnezeele Churchyard.

### Minderjarige militair
- Gladstone Simpson, soldaat bij de King's Own Yorkshire Light Infantry was 16 jaar toen hij op 10 juni 1915 sneuvelde.